# 阿合奇县
阿合奇县（維吾爾語：ئاقچى ناھىيىسى‎）是中国新疆维吾尔自治区克孜勒苏柯尔克孜自治州所辖的一个县。

## 行政区划
阿合奇县下辖1个镇、5个乡：
阿合奇镇、库兰萨日克乡、色帕巴依乡、苏木塔什乡、哈拉奇乡和哈拉布拉克乡。

## 人口
2020年末，根据第七次人口普查数据显示：全县常住人口为44369人。